# Carlos Garcia Knight
Carlos Garcia Knight (Christchurch, 6 maggio 1997) è un ex snowboarder neozelandese.

## Palmarès

### Mondiali juniores
- 1 medaglia:
  - 1 argento (slopestyle a Yabuli 2015)

### Coppa del Mondo
- Miglior piazzamento nella Coppa del Mondo generale di freestyle: 40º nel 2016
- Miglior piazzamento nella Coppa del Mondo di slopestyle: 12º nel 2018
- Miglior piazzamento nella Coppa del Mondo di big air: 30º nel 2016
- 1 podio:
  - 1 terzo posto